# Taren Point
Taren Point är en udde i Australien. Den ligger i delstaten New South Wales, i den sydöstra delen av landet, omkring 18 kilometer sydväst om delstatshuvudstaden Sydney.
Trakten är tätbefolkad. Närmaste större samhälle är Sydney, omkring 18 kilometer nordost om Taren Point. 
Runt Taren Point är det i huvudsak tätbebyggt. Genomsnittlig årsnederbörd är 1 507 millimeter. Den regnigaste månaden är juni, med i genomsnitt 232 mm nederbörd, och den torraste är juli, med 39 mm nederbörd.